# Mohon
Mohon település Franciaországban, Morbihan megyében. Lakosainak száma 988 fő (2022. január 1.). Mohon La Trinité-Porhoët, Ménéac, Guilliers, Saint-Malo-des-Trois-Fontaines, Forges de Lanouée és Plumieux községekkel határos.

## Népesség
A település népességének változása:
| Lakosok száma | 1442 | 1102 | 1031 | 959  | 1008 | 1001 | 983  | 979  | 982  | 988  |
|               | 1968 | 1982 | 1990 | 2006 | 2013 | 2015 | 2017 | 2019 | 2020 | 2022 |